# Dolní Čermná
Dolní Čermná är en köping i Tjeckien.   Den ligger i regionen Pardubice, i den östra delen av landet, 150 km öster om huvudstaden Prag. Dolní Čermná ligger 397 meter över havet och antalet invånare är 1 371.
Terrängen runt Dolní Čermná är kuperad österut, men västerut är den platt. Runt Dolní Čermná är det ganska tätbefolkat, med 139 invånare per kvadratkilometer. Närmaste större samhälle är Letohrad, 7,8 km nordväst om Dolní Čermná. Omgivningarna runt Dolní Čermná är en mosaik av jordbruksmark och naturlig växtlighet.